# Uke-Mochi
Uke-Mochi är i japansk mytologi överflödets gudinna ur vilkens kropp allt som jorden och havet ger springer.